# Josep Bruguera i Canela
Josep Bruguera i Canela (Sabadell, 16 de setembre de 1894 - Barcelona, 5 d'abril de 1980) fou un actor i director teatral català.
Dotat per a les arts, Bruguera estudià dibuix i pintura amb el mestre Joan Vila Cinca i, atret pel cant i la música, ingressà a l'Orfeó de Sabadell sota el mestratge de Cebrià Cabané. S'inicià com a actor al teatre de la Societat Coral Centre Sabadellès Gelats i el 1912 debutà amb la Companyia Pubill, a Granollers, amb Els savis de Vilatrista, de Santiago Rusiñol. Quan s'incorporà al món professional, actuà al costat d'actrius consagrades com Margarida Xirgu, Maria Guerrero, Lola Membribes o actors com Enric Borràs i Antonio Vico. De tots els papers que va interpretar, era del -jesús que en guardava més bon record, perquè en restaren unes imatges gràfiques que van arribar al Vaticà. Una d'aquestes fotografies interpretant Jesús agonitzant, per la seva expressivitat i el seu verisme, van ocupar un lloc a la biblioteca personal de Pius XII. Bruguera va deixar escrites unes memòries de la seva singladura professional que han restat inèdites. També va escriure dues comèdies Ni àngels ni dimonis i Dónde están las llaves, matarile, matarile.
Entre d'altres reconeixements, l'abril de 1976 fou distingit amb la Medalla del Mèrit en el Teatre de la Diputació de Barcelona, per la seva tasca artística en el teatre català i castellà. El 30 d'octubre de 1985 l'Ajuntament de Sabadell li dedicà un carrer.